# Francis Lassus

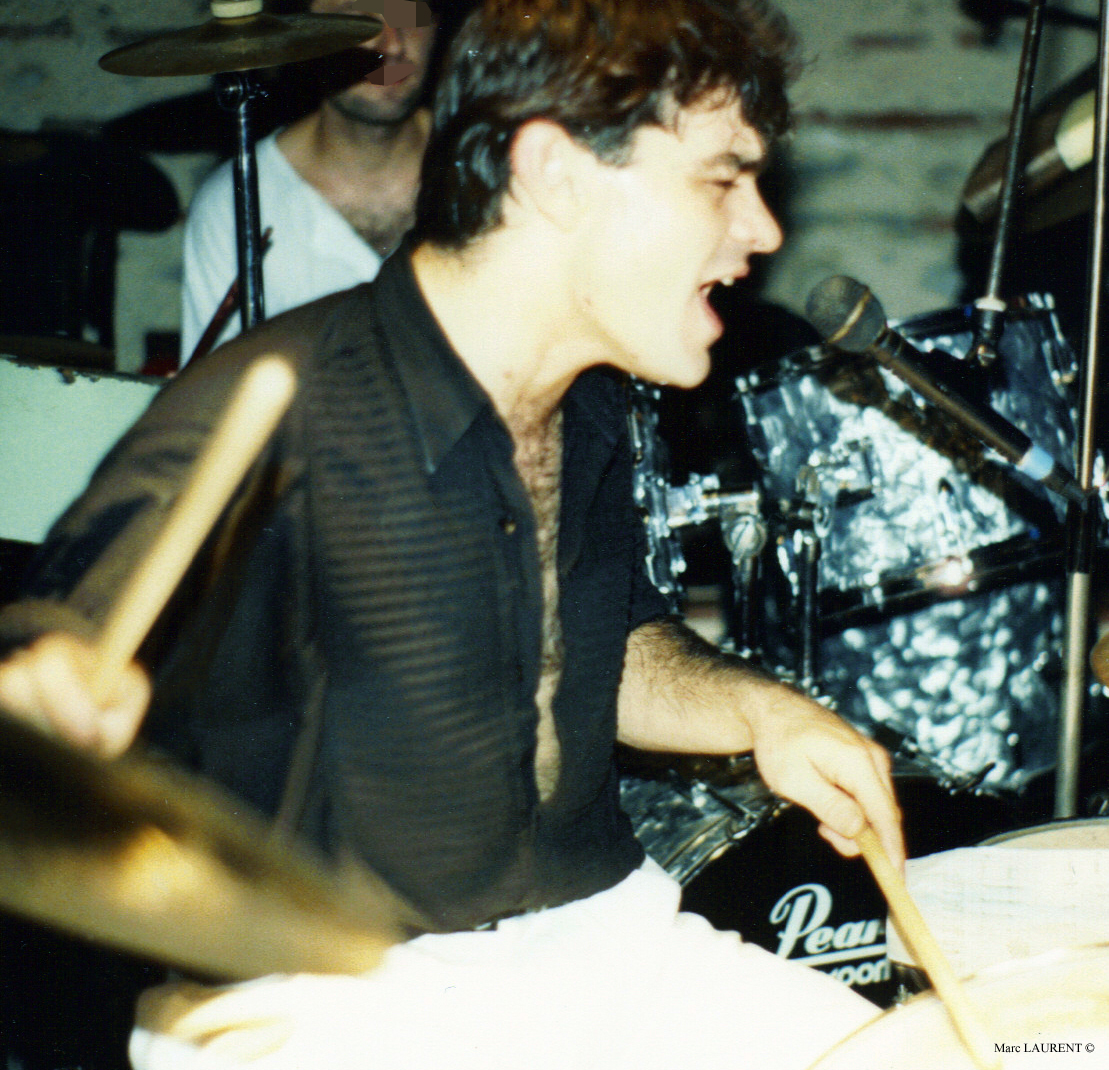
Francis Lassus (1992)

Francis Lassus (Pau, 29 mei 1961) is een Franse jazzdrummer.

## Biografie
Lassus begon al op jeugdige leeftijd te drummen en speelde al snel in verschillende orkesten en groepen in het zuiden van zijn land. In 1983 ging hij spelen bij de groep van Bernard Lubat (Company). In de jaren 90 speelde hij in verschillende projecten van Ray Lema en in het sextet van Louis Sclavis (Ellington on the Air, Les violences de Rameau), waarvoor hij ook componeerde. Hij werkte samen met kunstenaars en musici als Claude Nougaro, Jean-Michel Pilc, Sylvain Luc, Antononello Salis, Richard Galliano en Maurice Vander. Hij stond aan de basis van de percussiegroep Les Elegantes Machines. Verder heeft hij samengewerkt met het ballet van Roland Petit en Zizi Jeanmaire. Hij is te horen op albums van Bernard Lubat, Louis Winsberg, Ray Lema/Joachim Kühn, Guillemette Laurens, Mokhtar Samba en Huong Thanh/Nguyên Lê.